# Хинду-Радж
Хинду-Радж, Хиндура́дж (урду ہندو راج‎) — горный хребет в северном Пакистане, между Гиндукушем и Каракорумом, расположен на границе собственно Пакистана и контролируемых им Северных Территорий.
Самая высокая вершина Койо-Зом (6872 м). Другие высокие вершины — Буни-Зом (6551 м), Гамубар-Зом (6518 м). Этот хребет гораздо менее известен, чем его соседи, в первую очередь из-за отсутствия семи- и восьмитысячников.